# العلاقات البلجيكية الصربية
العلاقات البلجيكية الصربية هي العلاقات الثنائية التي تجمع بين بلجيكا وصربيا.

## مقارنة بين البلدين
هذه مقارنة عامة ومرجعية للدولتين:
| وجه المقارنة                                              | بلجيكا                                                                              | صربيا                                                      |
| --------------------------------------------------------- | ----------------------------------------------------------------------------------- | ---------------------------------------------------------- |
| المساحة (كم2)                                             | 30.53 ألف                                                                           | 88.36 ألف                                                  |
| عدد السكان (نسمة)                                         | 11.37 مليون                                                                         | 7.02 مليون                                                 |
| الكثافة السكانية (ن./كم²)                                 | 372.42                                                                              | 79.45                                                      |
| العاصمة                                                   | بروكسل                                                                              | بلغراد                                                     |
| اللغة الرسمية                                             | اللغة الهولندية، لغة فرنسية، اللغة الألمانية                                        | اللغة الصربية                                              |
| العملة                                                    | يورو، فرنك بلجيكي                                                                   | دينار صربي                                                 |
| الناتج المحلي الإجمالي (بليون دولار)                      | 492.68 مليار                                                                        | 41.43 مليار                                                |
| الناتج المحلي الإجمالي (تعادل القوة الشرائية) بليون دولار | 514.74 مليار                                                                        | 100.13 مليار                                               |
| الناتج المحلي الإجمالي الاسمي للفرد دولار أمريكي          | 40.32 ألف                                                                           | 5.24 ألف                                                   |
| الناتج المحلي الإجمالي للفرد دولار أمريكي                 | 43.44 ألف                                                                           | 13.59 ألف                                                  |
| مؤشر التنمية البشرية                                      | 0.890                                                                               | 0.771                                                      |
| رمز المكالمات الدولي                                      | +32                                                                                 | +381                                                       |
| رمز الإنترنت                                              | .be                                                                                 | .rs، .срб ‏                                                 |
| المنطقة الزمنية                                           | توقيت وسط أوروبا، ت ع م+01:00، ت ع م+02:00، توقيت وسط أوروبا الصيفي، أوروبا/بروكسل ‏ | توقيت وسط أوروبا، ت ع م+01:00، ت ع م+02:00، أوروبا/بلغراد ‏ |

## مدن متوأمة
في ما يلي قائمة باتفاقيات التوأمة بين مدن بلجيكية وصربية:
- ترتبط نامور مع سوبتيتسا باتفاقية توأمة.

## منظمات دولية مشتركة
يشترك البلدان في عضوية مجموعة من المنظمات الدولية، منها:
| علم المنظمة | اسم المنظمة                               | تاريخ انضمام بلجيكا | تاريخ انضمام صربيا |
| ----------- | ----------------------------------------- | ------------------- | ------------------ |
|             | الأمم المتحدة                             | 27 ديسمبر 1945      | 1 نوفمبر 2000      |
|             | الاتحاد الدولي للاتصالات                  | 1866                | 1 يونيو 2001       |
|             | مجلس أوروبا                               | ?                   | 3 أبريل 2003       |
|             | المنظمة الأوروبية لسلامة الملاحة الجوية   | 1960                | 2005               |
|             | يونسكو                                    | 29 نوفمبر 1946      | 20 ديسمبر 2000     |
|             | الاتحاد البريدي العالمي                   | ?                   | ?                  |
|             | مؤسسة التنمية الدولية                     | 2 يوليو 1964        | 25 فبراير 1993     |
|             | منظمة حظر الأسلحة الكيميائية              | ?                   | ?                  |
|             | وكالة ضمان الاستثمار متعدد الأطراف        | 18 سبتمبر 1992      | 19 مارس 1993       |
|             | منظمة الشرطة الجنائية الدولية             | ?                   | ?                  |
|             | مؤسسة التمويل الدولية                     | 27 ديسمبر 1956      | 25 فبراير 1993     |
|             | المنظمة الهيدروغرافية الدولية             | ?                   | ?                  |
|             | البنك الدولي للإنشاء والتعمير             | 27 ديسمبر 1945      | 25 فبراير 1993     |
|             | الفريق المعني برصد الأرض                  | ?                   | ?                  |
|             | مجموعة الموردين النوويين                  | ?                   | ?                  |
|             | منظمة الأمن والتعاون في أوروبا            | 25 يونيو 1973       | 3 يونيو 2006       |
|             | المركز الدولي لتسوية المنازعات الاستشارية | 26 سبتمبر 1970      | 8 يونيو 2007       |

## أعلام
هذه قائمة لبعض الشخصيات التي تربطها علاقات بالبلدين:
- داني ميلوشيفيتش (لاعب كرة قدم بلجيكي، 9 مارس 1995[23] – )
- غوردان فيدوفيتش (لاعب كرة قدم بلجيكي، 23 يونيو 1968[24] – )
- ميل سفيلار (لاعب كرة قدم بلجيكي، 27 أغسطس 1999[25] – )

## وصلات خارجية
- موقع وزارة الخارجية البلجيكية
- موقع وزارة الخارجية الصربية